# Землетрус в Амбато (1949)
Землетрус в Амбато 1949 року — землетрус, що стався 5 серпня 1949 року в еквадорській провінції Тунгурауа, неподалік від адміністративного центру — міста Амбато. Це був найбільш руйнівний землетрус у Західній півкулі за понад п'ять років. У підсумку загинуло 5050 осіб. Сила землетрусу - 6,8 бала за шкалою Ріхтера, гіпоцентр був за 40 км (25 миль) від поверхні.
Довколишні села Гуано, Патейте, Пелілео і Пільяро були знищені, а місто Амбато - сильно поруйноване. Землетрус зрівняв з землею цілі будівлі, а наступні зсуви і обвали завдали шкоди провінціям Тунґурауа, Чімборасо та Котопаксі. Помірні підземні поштовхи було чутно в найбільшому місті Гуаякіль і столиці Еквадору Кіто.
Землетрус стався на зіткненні двох взаємопов'язаних тектонічних областей: субдукції плити Наска під Південно-Американську плиту та Андський вулканічний пояс. Станом на 2012 рік в Еквадорі, у зв'язку з міжплитною і внутрішньоплитною сейсмічною активністю, існує небезпека наступного землетрусу.

## Умови
В Еквадорі часто відбуваються землетруси. Історія спостережень за міжплитними землетрусами поруч із зоною субдукції Наска становить понад 80 років. Землетрус в Амбато 1949 року став другим за масштабом руйнувань землетрусом у сучасній історії Еквадору, поступаючись лише землетрусові в Ріобамбі 1797 року, і найбільш руйнівним землетрусом у Західній півкулі з часів землетрусу в Сан-Хуані 1944 року. Від 1949 року в країні відбулося кілька сильних землетрусів, зокрема, так звані еквадорські землетруси 1987 і 1997 років. Крім того, в країні було чутно перуанський землетрус 2007 року.

## Геологія

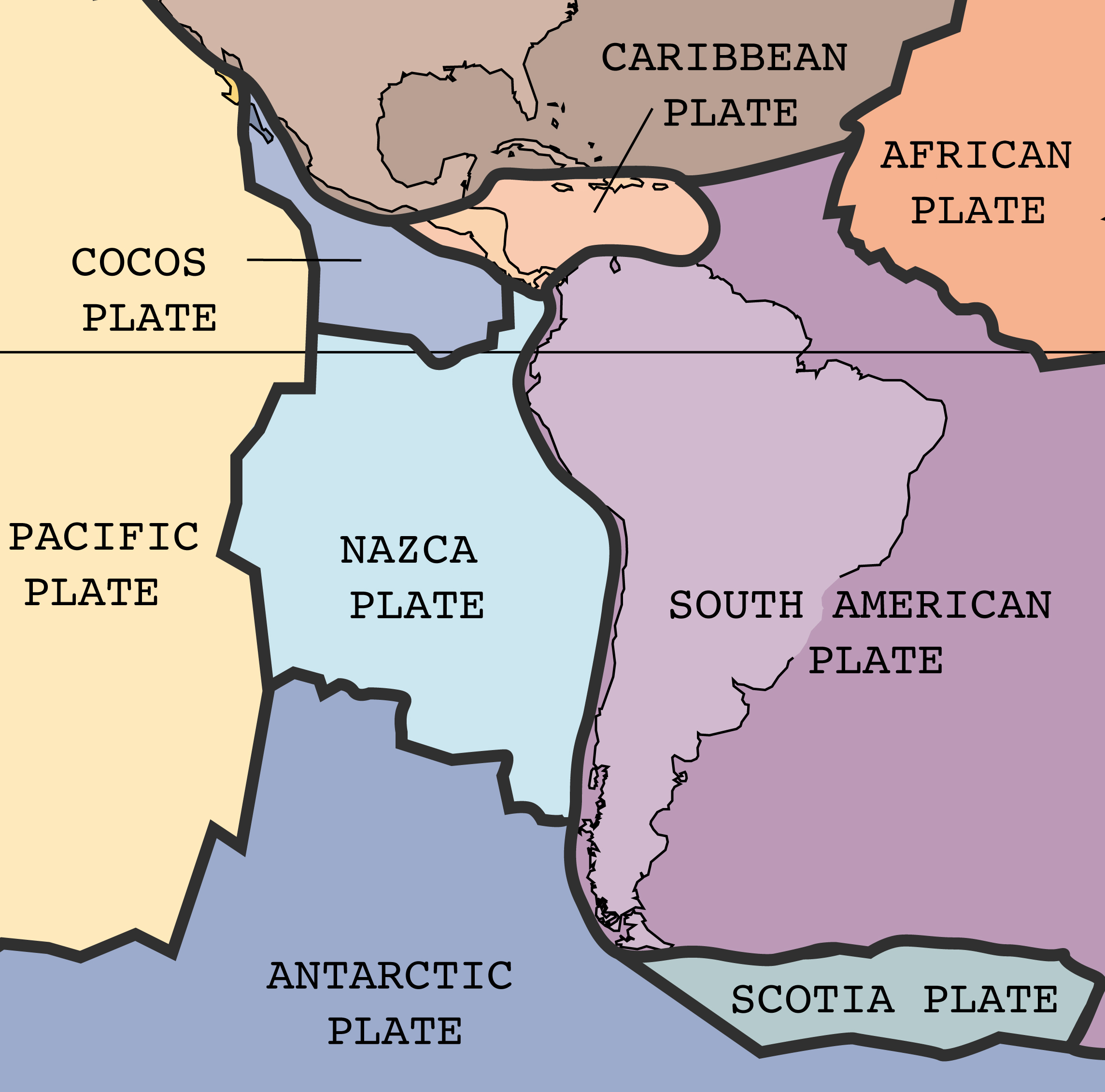
Нині плита Наска занурюється під Південно-Американську плиту, створюючи велику вулканічну і сейсмічну активність.

Південноамериканська сейсмічна активність і вулканізм значною мірою спричинені субдукцією океанічної плити Наска під континентальну Південноамериканську плиту і субдукцією літосфери Тихого океану під південноамериканський континент. Ця активність простягається на 6000 км (4000 миль) уздовж західного узбережжя континенту, і, ймовірно, пов'язана з областю розломів поблизу западини Еквадору. А область розломів може функціювати як самостійна мікроплита.
Хребет Карнегі Рідж рухається під теренами Еквадору, спричиняючи підняття прибережних районів і вулканізм. Рух хребта, можливо, ще й змінює тип розломів уздовж узбережжя, спричиняючи зсуви (розломи, що переміщуються горизонтально один відносно одного). Про це свідчить зміна напряму розлому Якуїна, який, на відміну від решти розломів басейну Панами, прямує на захід, а не з півночі на південь. Все це свідчить про те, що Карнегі-Рідж, імовірно, перебуває в процесі зіткнення з континентальною частиною Еквадору. Це зіткнення викликало сильні землетруси в Ріобамбі (1797 рік) і в Алаусі (1961 рік). Деякі з північно-західних і південно-східних рухів розломів сходяться в Інтер-Андській долині, де 1949 року й стався землетрус в Амбато.
Гіпоцентр землетрусу в Амбато був на глибині 40 км, під горою, що лежить за 72 км від міста. Внаслідок руйнування найближчих розломів, розриву пластів гірської породи й виходу ударної хвилі на поверхню пообвалювались цілі будинки. Журнал «Life» повідомив, що спочатку місцеві сейсмологи оцінили силу землетрусу в 7,5 балів за шкалою Ріхтера, але пізніше офіційні вимірювання переглянуто до 6,8 бала.

## Руйнування й жертви

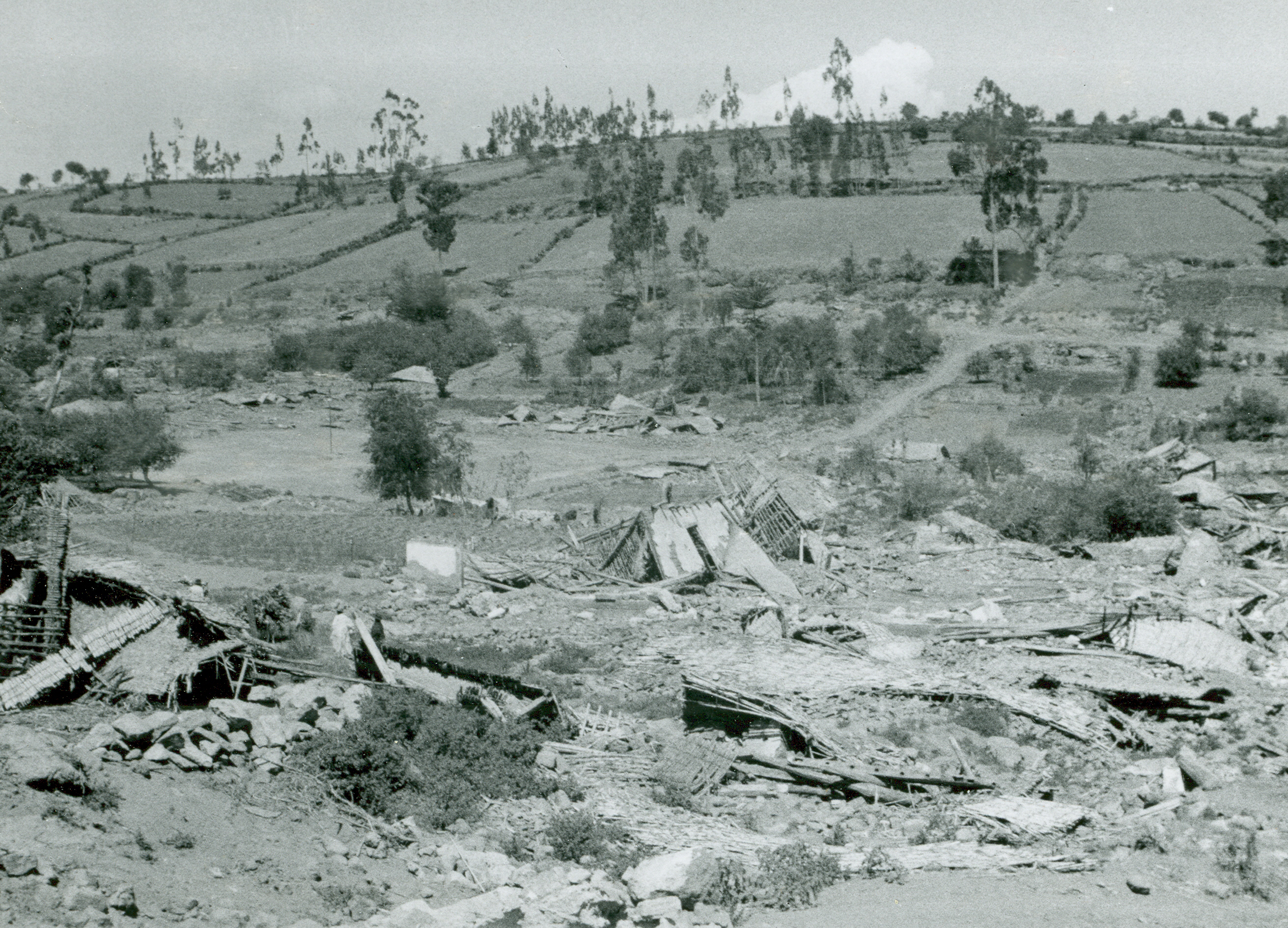
Руїни будинків у Пелілео після землетрусу

Основному землетрусові передував слабший (форшок), сили якого було досить, щоб спричинити паніку і змусити людей тікати з будинків. Епіцентр землетрусу був на південний схід від Амбато. Внаслідок основного землетрусу завалилися головний собор Амбато і військові казарми, як і більшість будівель міста. Десятки молодих дівчат готувалися до першого причастя і загинули під уламками собору. Ударні поштовхи зруйнували водопровідну систему і лінії електропередач, відкрили тріщини в землі, перетворили мости на купи уламків і пустили під укіс один потяг. Землетруси зруйнували будівлі в найближчих до Анд селах, зсуви заблокували річки і шляхи. Село Лібертад з населенням 100 осіб поблизу Пелілео провалилося на 460 метрів у величезну діру приблизно 800 метрів у діаметрі. Інтенсивність землетрусу за шкалою Меркаллі в найбільших містах Еквадору, Кіто і Гуаякіль, дорівнювала IV з XXII можливих.
Згідно з першими повідомленнями (близько 7 серпня) кількість загиблих оцінено в 2700 осіб. У містах Патейте і Пелілео потерпілих було найбільше, відповідно 1000 і 1300 загиблих. У самому ж Амбато повідомлено про 400-500 загиблих, а за оцінками посольства Еквадору у Вашингтоні від 1000 до понад 2000 осіб зазнали поранень. У місті Пільяро, зруйнованому землетрусом, було понад 20 загиблих. У Латакунзі загинуло 11 осіб, 30 осіб поранено, зруйновано 50 будинків, дві церкви та будівля місцевої адміністрації. Ще п'ятнадцять інших населених пунктів також сильно потерпіли, зокрема Гуано, який зруйнувався.
Згідно з проміжними оцінками тільки в Пелілео загинуло близько 3200 осіб, а загальні жертви становили 4000. Посадові особи повідомили, що багато з них були всередині будівель, коли ті зруйнувалися, або ж загинули внаслідок затоплення, спричиненого блокуванням дренажного каналу. Багато інших розчавлено зсувами з довколишніх гір. Жоден з будинків у Пелілео не залишився цілим, багато будинків зрівнялись з землею або провалилися у великі тріщини, що утворилися в землі. 75 відсотків будинків в Амбато встояли, але зазнали сильних пошкоджень. А 8 серпня повторні поштовхи значної сили знову вдарили по місту.
Остаточна кількість жертв, за даними Геологічної служби Сполучених Штатів, становила 5050 осіб, від землетрусу потерпіли близько 30 населених пунктів, а близько 100 000 людей залишилися без даху над головою.

## Надання допомоги
Президент Еквадору, Гало Плаза Ласо, вилетів до Амбато, щоб особисто займатись наданням першої допомоги потерпілим. Упродовж двох днів Плаза керував рятувальними операціями поки літаки з Кіто доставляли вантажі. Група добровольців з Червоного Хреста допомагала потерпілим медикаментами. Армія Сполучених Штатів скерувала дві рятувальні групи із засобами для переливання крові. Мер Маямі разом з сімома іншими американськими політиками почав кампанію зі збирання коштів на медикаменти та одяг, згодом переправивши до Еквадору 69 кг (150 фунтів) ліків компанії Rexall. Кілька сусідніх країн відрядили свої літаки з медикаментами та харчами. Протягом двох годин від початку збирання коштів було зібрано 250 000 еквадорських сукре (близько $14 815 за курсом 1949 року).
7 серпня літак з 34 рятувальниками з нафтової компанії Shell впав за 32 км від Амбато. Всі пасажири загинули. Через кілька днів після землетрусу в Пелілео почали поширюватись хвороби, зокрема, малярія. Влада закликала на допомогу команду американських солдатів, які очищали воду спеціальними пристроями і розпилювали з літака ДДТ. Хворих помістили під карантин, їм було заборонено покидати місто.

## Наслідки

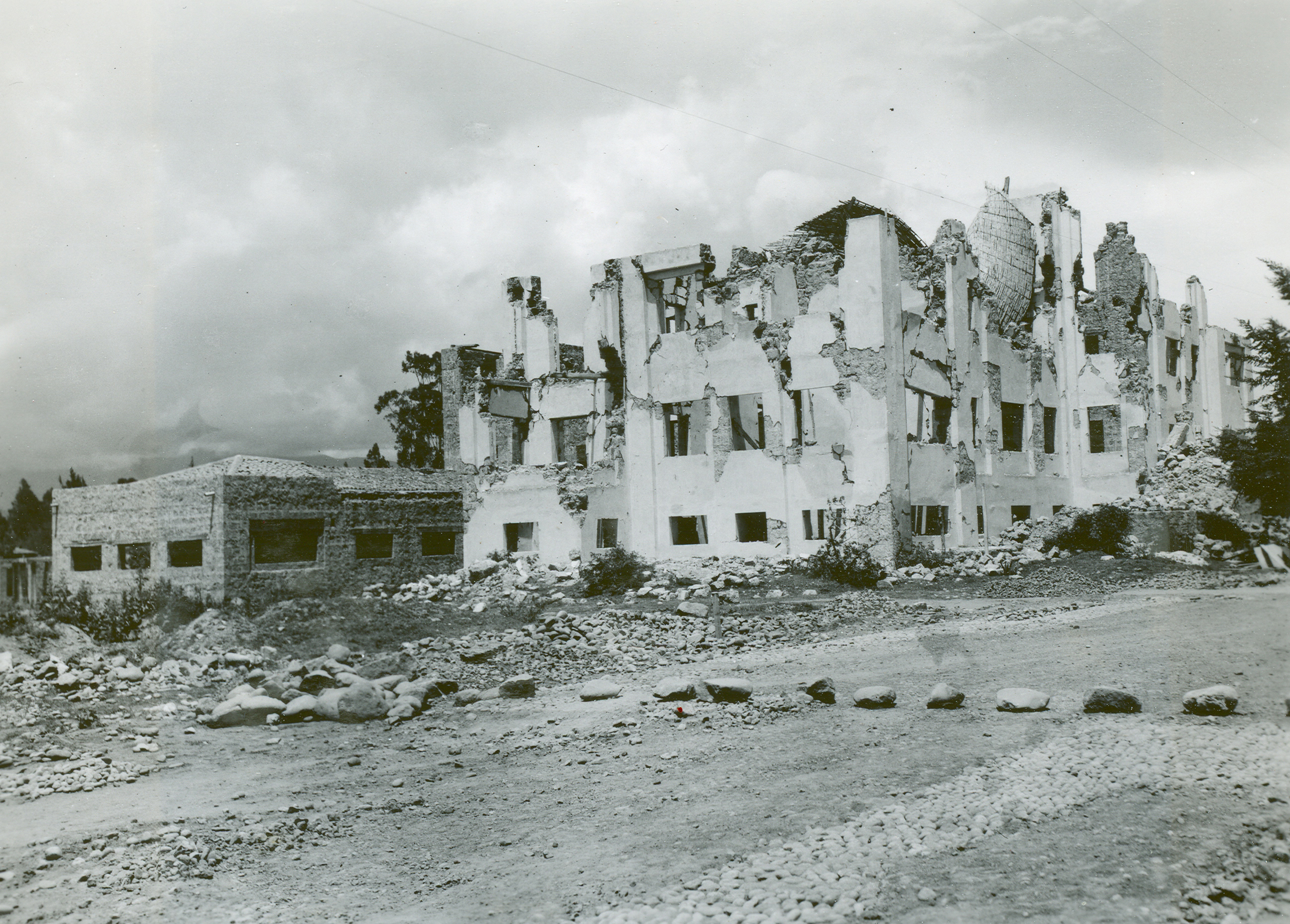
Лікарня в Амбато, зруйнована внаслідок землетрусу

Землетрус великою мірою вплинув на низку міст: він знищив Гуано, Патейте, Пелілео, Пільяро і одну третину Амбато. Місто Амбато стало «місцем страждань і болю», в якому «десятки похоронних процесій пробиралися між руїнами». Від щойно побудованої лікарні залишилося лише чотири стіни, а більшість будівель у місті були зруйновані. У Пелілео рятувальники виявили жителів, що годували засипаних людей через отвори в землі. Рятувальні роботи тривали під час повторних підземних поштовхів і проливних дощів.
Щоб допомогти потерпілим від землетрусу жителям, 29 червня 1950 року влада організувала фестиваль фруктів і квітів. Фестиваль мав успіх і згодом став щорічним заходом, який проводять під час карнавалу. Нині він є важливою туристичною принадою. Амбато повністю перебудовано після землетрусу. На місці зруйнованого головного храму міста Іглесія Матріс де Амбато 1954 року постав новий собор, відомий як Ла Іглесія Катедрал. Місто Пелілео побудовано на новому місці, приблизно за 2 км від його попереднього положення.

## Поточна ситуація
Амбато часто відвідують туристи, що подорожують Панамериканським шосе. Місто відоме своїм великим ринком, який пропонує широкий спектр товарів, зокрема місцеві делікатеси і квіти, а також маєтками (quintas) — старовинними садибами, що стали історичними парками, серед яких деякі побудовано ще до землетрусу.
В Еквадорі як і раніше існує ризик землетрусів: як внутрішньоплитних (наприклад, у березні 1987 року), так і міжплитних. Внутрішньоплитна сейсмічна активність зазвичай пов'язана зі зсувами та розрідженням ґрунтів. Вона становить чималу загрозу, бо може бути набагато потужнішою за міжплитну сейсмічну активність.